# Manurewa Association Football Club
Maillots
Dernière mise à jour : 21 mars 2025.
Le Manurewa Association Football Club est un club néo-zélandais de football basé à Manurewa dans la banlieue d'Auckland.

## Historique
Le Manurewa AFC est créé en 1929 par la fusion du club de Tramways, vainqueur de la Coupe de Nouvelle-Zélande en 1929 et d'un autre club nommé Manurewa. Le club prend alors le nom de Tramurewa et remporte en 1932 la Coupe de Nouvelle-Zélande.
Tramuwera reprend le nom de Manurewa en 1959 et évolue en Championnat de Nouvelle-Zélande de football de 1979 à 1992. Il remporte le championnat en 1983.

## Palmarès
- Championnat de Nouvelle-Zélande de football
  - Vainqueur : 1983

- Coupe de Nouvelle-Zélande
  - Vainqueur : 1931, 1978 et 1984

- Challenge Trophy
  - Vainqueur : 1978 et 1984
  - Finaliste : 1985

- Ligue du Nord de football
  - Vainqueur : 1975 et 1978